# 西新井駅
西新井駅（にしあらいえき）は、東京都足立区西新井栄町二丁目にある、東武鉄道の駅である。駅番号はTS 13。
伊勢崎線と大師線が乗り入れている。伊勢崎線は「東武スカイツリーライン」の愛称区間に含まれている。大師線は当駅が起点である。

## 年表
- 1899年（明治32年）8月27日：東武鉄道北千住駅 - 久喜駅間開通時に開設[1]。
- 1966年（昭和41年）12月15日：22時37分頃、大師前発西新井行2306D列車と当駅を出発した2155S列車（営団3000系）が当駅構内で衝突事故。乗客ら7名死亡、重傷者4名、軽傷者16名を出した。
- 1972年（昭和47年）8月15日：東武鉄道初の自動改札機を試験設置。正面改札口及び大師線乗換改札口。1992年（平成4年）3月1日の本格導入着手までの間、東武鉄道における自動改札機設置駅は当駅のみであった。
- 1973年（昭和48年）11月23日：駅ビル「トスカ西館」が開業[2]。
- 1981年（昭和56年）4月21日：「トスカ東館」が開業[2]。
- 2005年（平成17年）3月31日：改札口 - ホーム間を連絡するエレベーター使用開始。バリアフリー対応トイレを改札口レベルに新設し、下り線ホーム梅島駅寄りに設置されていたトイレを撤去。
- 2010年（平成22年）3月17日：伊勢崎線ホームに発車メロディ導入[3]
- 2012年（平成24年）3月17日：TS 13の駅番号設定[4]。
- 2018年（平成30年）7月1日：「トスカ西館」が閉館

## 駅構造
島式ホーム3面6線を有する地上駅。橋上駅舎を有している。
伊勢崎線は2面4線を使用する。方向別複々線配線により、急行線を走る急行・区間急行・準急・区間準急と緩行線を走る普通とはホーム対面で乗換えることが可能。
ホーム梅島寄りには、下り緩行線→急行線、上り急行線→緩行線へ転線可能な片渡り線が設置されており、THライナー（当駅は通過）が使用する。
大師線ホームは1面2線であり、通常は頭端式1番線を使用していたが、2023年（令和5年）2月1日より始発列車を除く全列車が2番線からの発着に変更されている。
改札口は1か所だが、大師線ホームに入る部分に中間改札がある。これは大師前駅が無人駅であることから、当駅の大師線連絡口で大師前駅としての改札業務を行うためである。
発車標は、伊勢崎線ホームには設置されているが、大師線ホームには設置されていない。

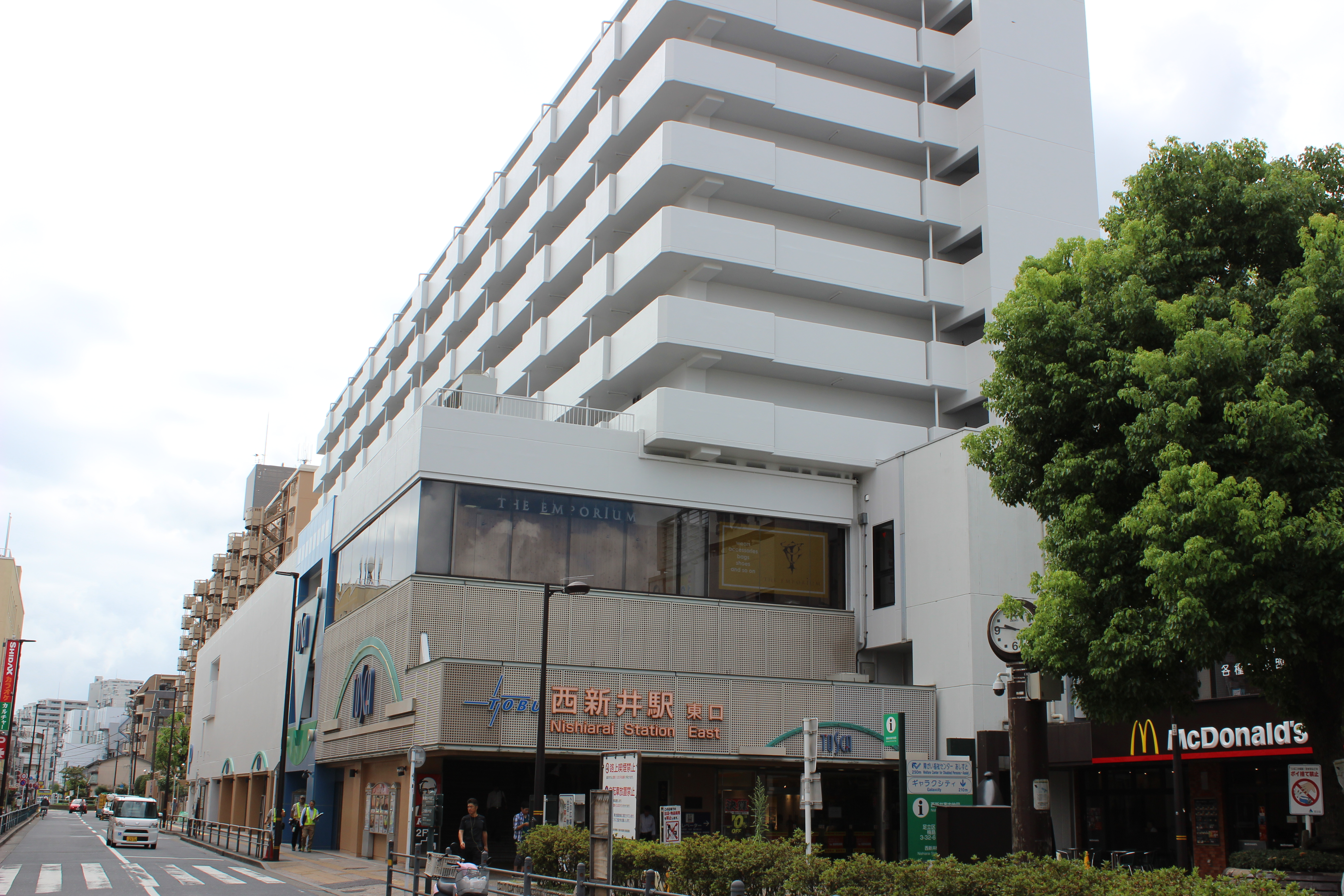
東口（2016年8月16日）

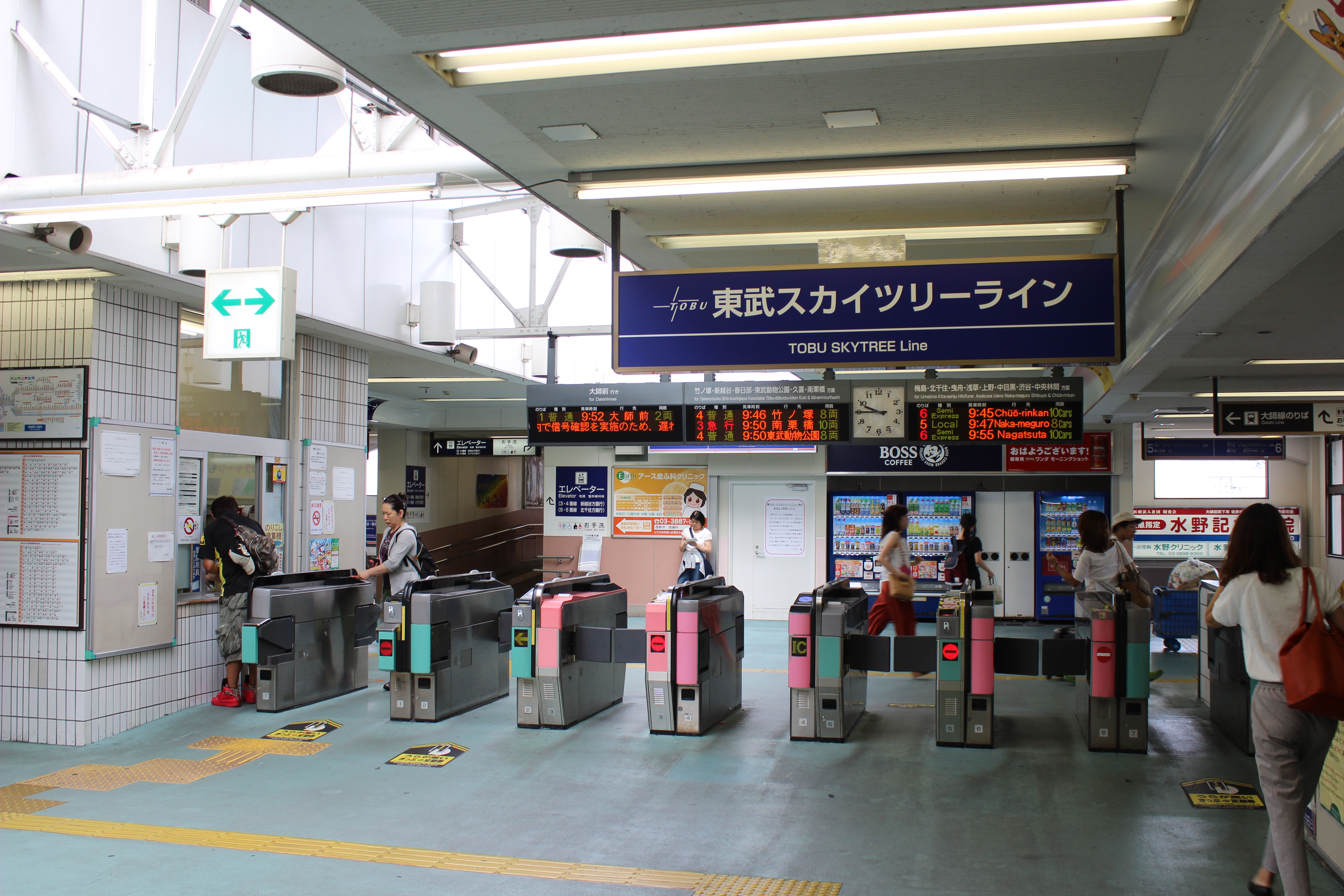
西新井駅改札口（2016年8月16日）

2005年（平成17年）3月31日、改札口からホームを連絡するエレベーターが各ホーム竹ノ塚寄りに完成し、バリアフリー対応トイレも同時に改札口レベルに新設された。また、同時に下り線ホームの梅島寄りに設置されていたトイレは撤去された。
2010年（平成22年）3月より、伊勢崎線ホーム（3 - 6番線）に車掌リモコン操作による発車メロディが導入された。なお、大師線ホームでは「Passenger」の発車メロディが導入されている。
2022年（令和4年）9月24日に新しい西口が開業し、エレベーターとエスカレーターが新設され、旧西口は駅ビル解体工事が進んでいて、西口ロータリーの改修も決まっている。

### のりば
| 番線 | 路線                   | 方向 | 軌道   | 行先                                                                               |
| ---- | ---------------------- | ---- | ------ | ---------------------------------------------------------------------------------- |
| 1    | 大師線                 | 下り | -      | 大師前行(始発列車)                                                                 |
| 2    | 大師線                 | 下り | -      | 大師前行                                                                           |
| 3    | 東武スカイツリーライン | 下り | 急行線 | 新越谷・春日部・東武動物公園・ 伊勢崎線 久喜・ 日光線 南栗橋方面                   |
| 4    | 東武スカイツリーライン | 下り | 緩行線 | 竹ノ塚・北越谷・北春日部・東武動物公園・ 日光線 南栗橋方面                         |
| 5    | 東武スカイツリーライン | 上り | 緩行線 | 梅島・北千住・とうきょうスカイツリー・浅草・ 日比谷線 中目黒方面                   |
| 6    | 東武スカイツリーライン | 上り | 急行線 | 北千住・とうきょうスカイツリー・浅草・ 半蔵門線 渋谷・ 東急田園都市線 中央林間方面 |

- 上記路線名は旅客案内上の名称（「東武スカイツリーライン」は愛称）で表記している。
- 2020年（令和2年）6月6日現在のダイヤでは、当駅を発車する伊勢崎線の上り列車は7時24分からの1時間に37本の列車が発車する[8]。これは関東私鉄最大の本数であり、ラッシュ時混雑緩和に大きく貢献している。
- 駅名標の隣接駅名表記は急行線と緩行線で分かれており、新越谷駅と草加駅も同様である。なお、同じ急行停車駅である越谷駅と北千住駅については、前者は下り方の準急・区間準急が各駅に止まるため、後者は全ホーム普通列車が発着可能な構造であるため緩行線の駅名となっている。
- 大師線の線路（2番線）の梅島寄りは2004年（平成16年）3月まで駅南方にあった西新井工場に接続していた。同工場は同年4月に南栗橋工場へ移転、廃止された。
- 大師線の0キロポストは、2番線大師線ホームに面していない線路脇にあり、そこが当駅の停車場中心である。

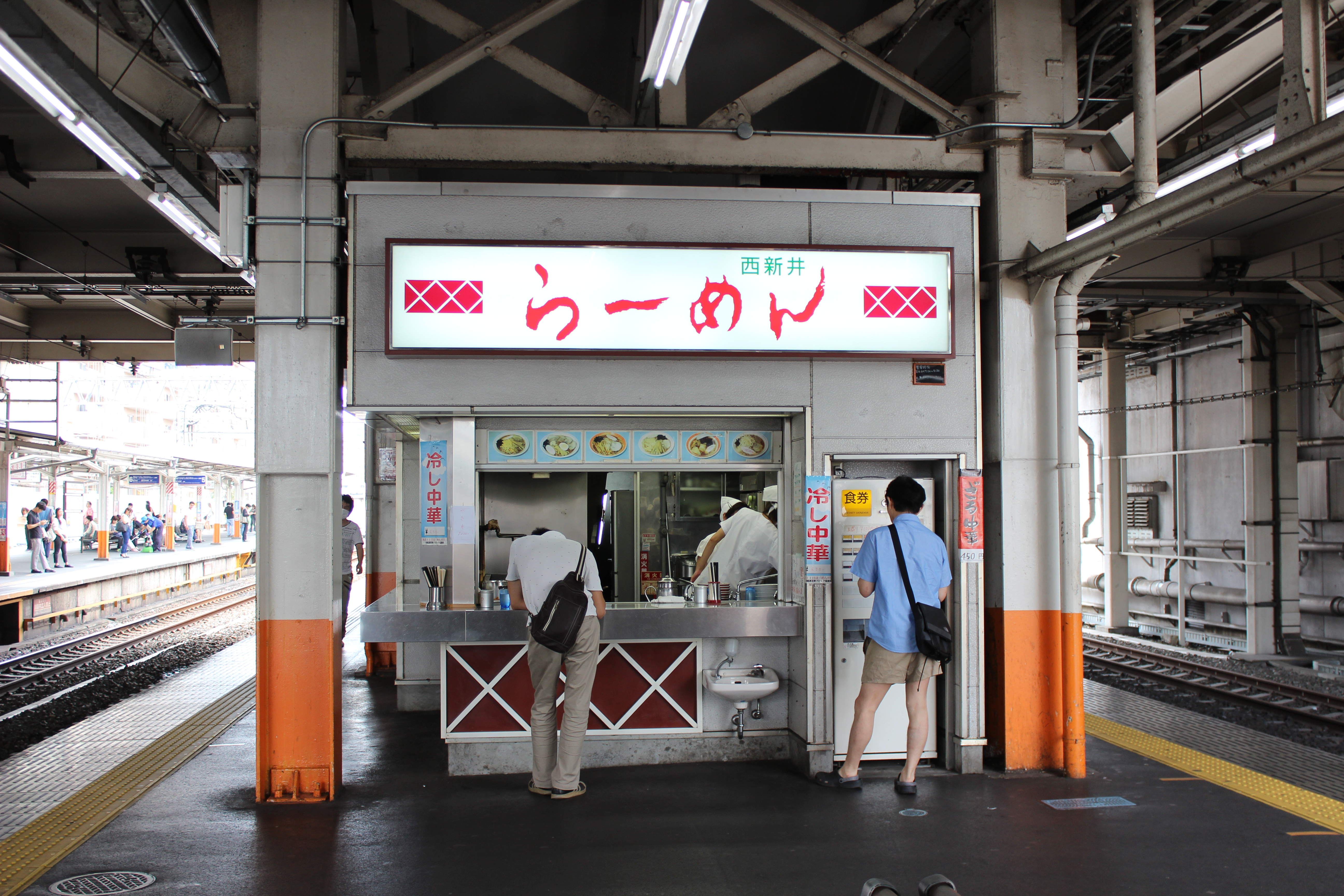
西新井らーめん

- 3・4番線の階段下にはラーメン店がある[9]。

## 利用状況
2024年度（令和6年度）の1日平均乗降人員は62,984人である。この値は、伊勢崎線・大師線間の乗換客を含まない。伊勢崎線の駅では春日部駅に次ぐ第7位である。2002年度（平成14年度）以降に駅西口で複合都市開発が行われた他、半蔵門線沿線にも直通で行けるようになったため、利用者は増加傾向にある。
近年の1日平均乗降人員の推移は以下の通り。
| 年度               | 1日平均 乗降人員 | 出典        |
| ------------------ | ---------------- | ----------- |
| 1998年（平成10年） | 53,105           | [ 統計 1 ]  |
| 1999年（平成11年） | 52,045           | [ 統計 2 ]  |
| 2000年（平成12年） | 51,282           | [ 統計 3 ]  |
| 2001年（平成13年） | 50,593           | [ 統計 4 ]  |
| 2002年（平成14年） | 49,761           | [ 統計 5 ]  |
| 2003年（平成15年） | 50,840           | [ 統計 6 ]  |
| 2004年（平成16年） | 51,125           | [ 統計 7 ]  |
| 2005年（平成17年） | 51,567           | [ 統計 8 ]  |
| 2006年（平成18年） | 52,504           | [ 統計 9 ]  |
| 2007年（平成19年） | 58,180           | [ 統計 10 ] |
| 2008年（平成20年） | 58,796           | [ 統計 11 ] |
| 2009年（平成21年） | 59,604           | [ 統計 12 ] |
| 2010年（平成22年） | 61,166           |             |
| 2011年（平成23年） | 60,756           |             |
| 2012年（平成24年） | 62,378           |             |
| 2013年（平成25年） | 63,920           |             |
| 2014年（平成26年） | 63,669           |             |
| 2015年（平成27年） | 64,664           |             |
| 2016年（平成28年） | 65,602           |             |
| 2017年（平成29年） | 66,865           |             |
| 2018年（平成30年） | 67,149           | [ 東武 3 ]  |
| 2019年（令和元年） | 66,712           | [ 東武 4 ]  |
| 2020年（令和02年） | 51,624           | [ 東武 5 ]  |
| 2021年（令和03年） | 54,526           | [ 東武 6 ]  |
| 2022年（令和04年） | 58,836           | [ 東武 7 ]  |
| 2023年（令和05年） | 61,612           | [ 東武 8 ]  |
| 2024年（令和06年） | 62,984           | [ 東武 1 ]  |

2004〜2008年の路線別乗降人員の推移は以下の通り。
| 年度               | 1日平均乗降人員 | 1日平均乗降人員 | 1日平均 乗換人員 | 出典    |
| 年度               | 伊勢崎線        | 大師線          | 1日平均 乗換人員 | 出典    |
| ------------------ | --------------- | --------------- | ---------------- | ------- |
| 2004年（平成16年） | 50,515          | 610             | 17,697           | [ # 2 ] |
| 2005年（平成17年） | 50,969          | 598             | 17,534           | [ # 3 ] |
| 2006年（平成18年） | 51,900          | 603             | 17,600           | [ # 4 ] |
| 2007年（平成19年） | 57,461          | 719             | 17,314           | [ # 5 ] |
| 2008年（平成20年） | 58,077          | 719             | 15,513           | [ # 6 ] |

1992〜2009年の1日乗車人員の推移は以下の通り。
| 年度               | 1日平均乗車人員 | 1日平均乗車人員 | 出典        |
| 年度               | 伊勢崎線        | 大師線          | 出典        |
| ------------------ | --------------- | --------------- | ----------- |
| 1992年（平成04年） | 29,729          | 460             | [ 統計 13 ] |
| 1993年（平成05年） | 29,090          | 460             | [ 統計 14 ] |
| 1994年（平成06年） | 28,918          | 463             | [ 統計 15 ] |
| 1995年（平成07年） | 28,749          | 508             | [ 統計 16 ] |
| 1996年（平成08年） | 28,071          | 488             | [ 統計 17 ] |
| 1997年（平成09年） | 27,518          | 479             | [ 統計 18 ] |
| 1998年（平成10年） | 27,008          | 452             | [ 統計 1 ]  |
| 1999年（平成11年） | 26,377          | 451             | [ 統計 2 ]  |
| 2000年（平成12年） | 25,819          | 447             | [ 統計 3 ]  |
| 2001年（平成13年） | 25,759          | 271             | [ 統計 4 ]  |
| 2002年（平成14年） | 25,236          | 274             | [ 統計 5 ]  |
| 2003年（平成15年） | 25,820          | 287             | [ 統計 6 ]  |
| 2004年（平成16年） | 25,882          | 277             | [ 統計 7 ]  |
| 2005年（平成17年） | 26,104          | 274             | [ 統計 8 ]  |
| 2006年（平成18年） | 26,614          | 282             | [ 統計 9 ]  |
| 2007年（平成19年） | 29,623          | 363             | [ 統計 10 ] |
| 2008年（平成20年） | 29,751          | 367             | [ 統計 11 ] |
| 2009年（平成21年） | 30,088          | 353             | [ 統計 12 ] |

## 駅周辺
関東の三大師の一つ、西新井大師（総持寺）は西へ約1 km離れており、大師線の大師前駅が最寄駅となる。2004年3月には東口にエレベーターが新設され、同時にトスカ東館・旧西館店舗部分の小改造が行われ、店舗内エレベーターを使用して東西自由通路を24時間通行可能になった。
北側の竹ノ塚・大師前寄りの線路を東京都道318号環状七号線（環七通り）が跨いでいる（西新井陸橋）。西口周辺では、日清紡東京工場跡地を中心とした再開発事業が行われた（西新井ヌーヴェル）。自由通路には、トスカ系列の売店の他、ファミリーマートなどがある。西口は大きなバスターミナルとなっている。
西新井栄町付近では、複合都市開発が行われた。

### 西口
- パサージオ西新井
  - ブックオフ
  - しまむら
  - まいばすけっと
- アリオ西新井
- セントラルウェルネスクラブ西新井
  - THE SPA 西新井
- ヨークプライス西新井店
- 西新井警察署
- 西新井駅前郵便局
- 西新井税務署
- 足立都税事務所
- 博慈会記念総合病院
- 慈英会病院
- 東京洪誠病院
- 西新井病院
- タクシー乗り場
- 足立区立亀田小学校
- 足立区立栗原小学校
- 足立区立第七中学校
- 都市農業公園
- オリンピック 関原店
- ドン・キホーテ 西新井駅前店

### 東口
- トスカ東館
- イオン西新井店
  - コナミスポーツクラブ西新井
  - ノジマ
- 西新井住宅公園
- ギャラクシティ
  - 西新井文化ホール
  - 足立区こども科学館
- みずほ銀行足立支店
- 足立区立梅島第一小学校
- 足立区立島根小学校
- 足立区立第十中学校
- 成仁病院
- ヤマダデンキテックランド足立店
- エンブレムホステル西新井

## バス路線
足立区コミュニティバスはるかぜを含む路線バスが発着する。運行事業者は東武バスセントラル、東京都交通局、国際興業バス、日立自動車交通の計4社局である。

### 西新井駅西口
| 乗場 | 系統     | 行先                         | 運行事業者         | 営業所 | 備考                     |
| ---- | -------- | ---------------------------- | ------------------ | ------ | ------------------------ |
| 1    | 西01     | 皿沼循環                     | 東武バスセントラル | 足立   |                          |
| 1    | 西01     | 鹿浜中学校                   | 東武バスセントラル | 足立   | 終車時間帯のみ           |
| 1    | 西08     | 東京女子医大足立医療センター | 東武バスセントラル | 足立   |                          |
| 2    | 西03     | 流通センター                 | 東武バスセントラル | 足立   |                          |
| 2    | 西04     | 竹の塚車庫                   | 東武バスセントラル | 足立   |                          |
| 2    | 西02     | 竹の塚車庫                   | 東武バスセントラル | 足立   | 本数少                   |
| 2    | 西07     | 鹿浜都市農業公園             | 東武バスセントラル | 足立   | 日中に1便のみ運行        |
| 2    | 北03     | 北千住駅                     | 東武バスセントラル | 西新井 | 西新井大師バス停が始発   |
| 2    | 北04     | 北千住駅                     | 東武バスセントラル | 西新井 | 当バス停が始発           |
| 3    | 王40甲   | 池袋駅東口                   | 都営バス           | 北     | 停留所名は「西新井駅前」 |
| 3    | 王40甲   | 豊島五丁目団地               | 都営バス           | 北     | 停留所名は「西新井駅前」 |
| 3    | 王40出入 | 北車庫前                     | 都営バス           | 北     | 停留所名は「西新井駅前」 |
| 4    | 赤27     | 赤羽駅東口                   | 国際興業バス       | 赤羽   | 深夜バス運行             |
| 4    | 赤27-2   | 赤羽車庫                     | 国際興業バス       | 赤羽   | 出入庫、深夜バス運行     |
| 5    | 赤23     | 赤羽駅東口                   | 国際興業バス       | 赤羽   |                          |
| 6    | 北03     | 西新井大師                   | 東武バスセントラル | 西新井 |                          |
| 6    | 深夜31   | 王子駅                       | 東武バスセントラル | 西新井 | 深夜バス運行 ※運休中     |

### 西新井陸橋
| 乗場 | 系統           | 行先                         | 運行事業者         | 営業所 | 備考         |
| ---- | -------------- | ---------------------------- | ------------------ | ------ | ------------ |
| 1    | 王30           | 王子駅                       | 東武バスセントラル | 葛飾   | 昼2便のみ    |
| 1    | 王49・王49折返 | 王子駅前                     | 都営バス           | 千住   |              |
| 1    | 王49折返       | 東京女子医大足立医療センター | 都営バス           | 千住   | 平日のみ運行 |
| 2    | 王30           | 亀有駅北口                   | 東武バスセントラル | 葛飾   | 昼2便のみ    |
| 2    | 王49           | 千住車庫前                   | 都営バス           | 千住   |              |
| 2    | 王49折返       | 足立区役所                   | 都営バス           | 千住   |              |

※ 旧西新井警察署前、西口徒歩7分環七通り上。西口ロータリー整備前は国際興業の路線の大半はここで折り返していた。

### 西新井駅東口
| 乗場 | 系統       | 行先                 | 運行事業者         | 営業所 | 備考             |
| ---- | ---------- | -------------------- | ------------------ | ------ | ---------------- |
| 1    | 西05・西06 | 鹿浜都市農業公園     | 東武バスセントラル | 西新井 | 【はるかぜ4号】  |
| 1    | 西05       | 足立区役所           | 東武バスセントラル | 西新井 | 【はるかぜ4号】  |
| 1    | 竹51       | 竹の塚駅東口         | 東武バスセントラル | 西新井 |                  |
| 1    | 竹13       | 足立清掃工場（循環） | 東武バスセントラル | 足立   | 本数少           |
| 1    | 竹14       | 花畑桑袋団地         | 東武バスセントラル | 足立   | 本数少           |
| 2    | 綾01       | 綾瀬駅東口           | 日立自動車交通     | 本社   | 【はるかぜ1号】  |
| 2    | 綾12       | 亀有駅南口           | 日立自動車交通     | 本社   | 【はるかぜ12号】 |

※ 1番乗場は環七西新井陸橋下、2番乗場は東口の階段降りて右側トスカ前となる。

## その他
駅名の由来となった「西新井」と言う地名はそれ自体で一単語であり、「西」を冠称した複合語ではない。詳細は「西新井 (足立区)#地名」を参照。駅名の漢字を見ただけでは複合語か否かわからないが、駅や車内に掲示する停車駅一覧などに表記されたローマ字では違いが現れる。東武鉄道では、方角などを冠称した駅名は Kita-senju（北千住）、Shin-koshigaya（新越谷）のようにハイフンを用いて表記しているが、当駅はハイフンがなく Nishiarai である。

## ギャラリー

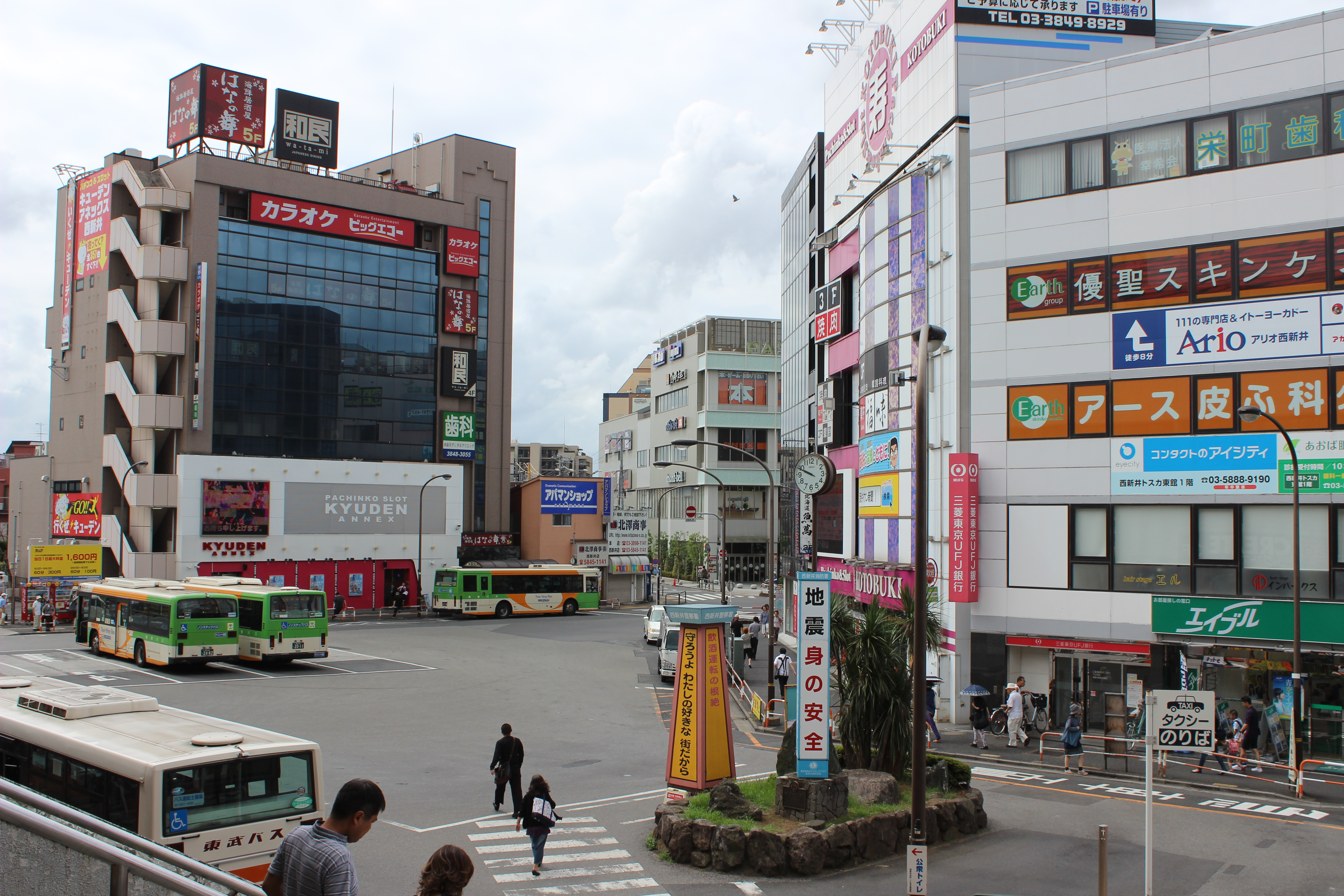
西新井駅西口駅前広場（2016年8月16日）
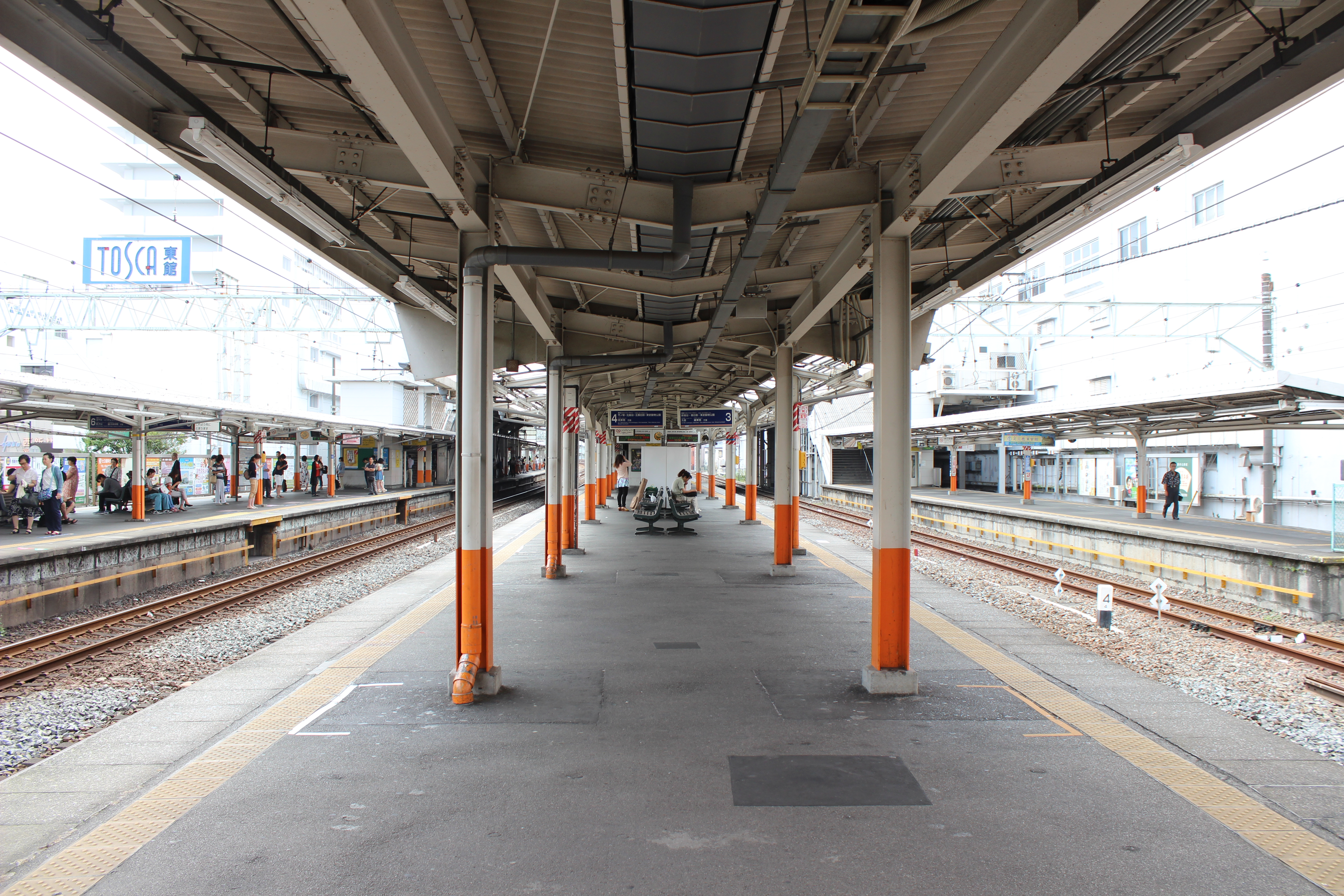
西新井駅ホーム全景。左ホームが浅草・中央林間・中目黒方面。中央ホームが久喜・南栗橋方面。右ホームが大師前方面。
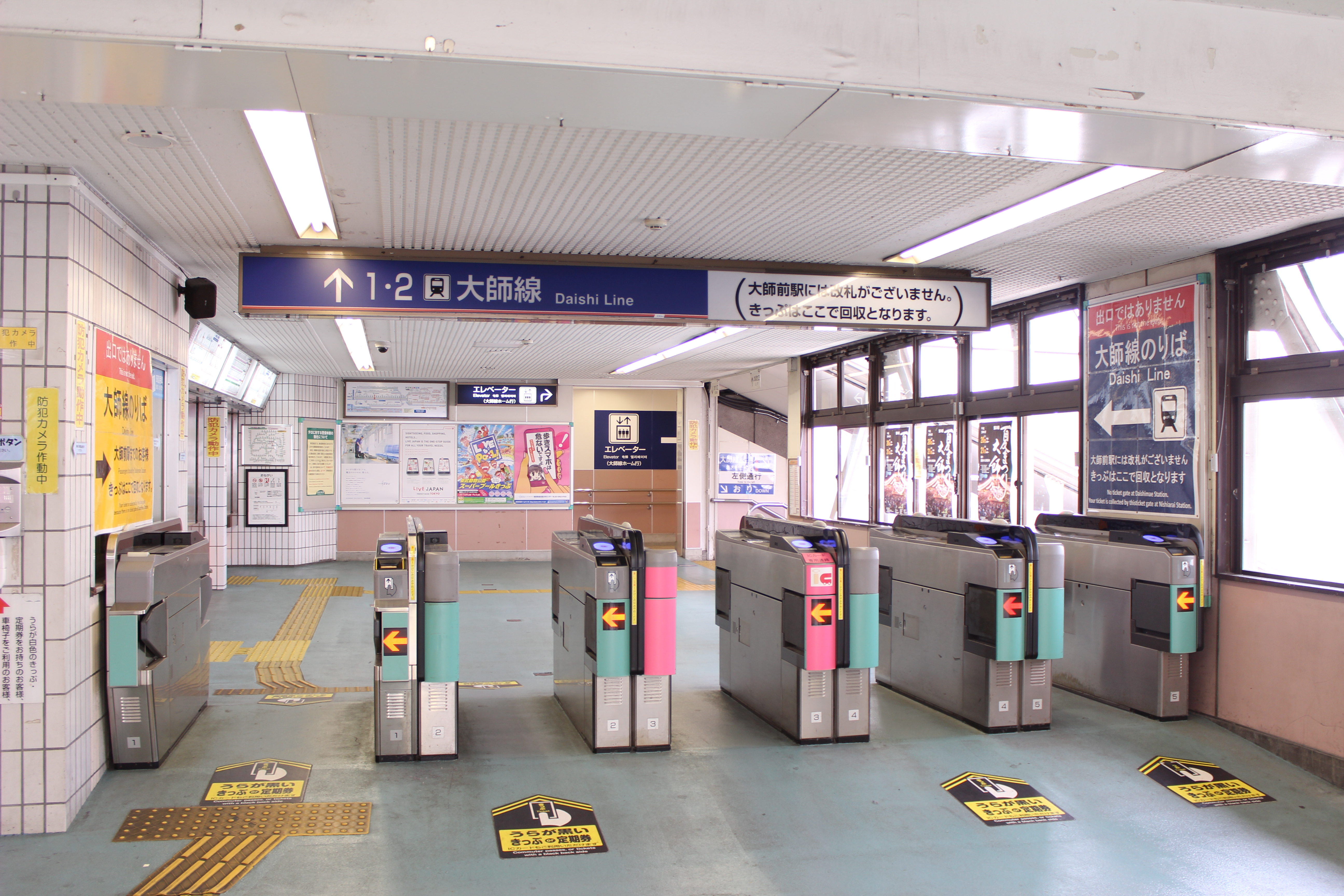
大師線用改札口（2016年8月16日）

## 隣の駅
東武鉄道
 東武スカイツリーライン
■急行・■区間急行・■準急・■区間準急
北千住駅（TS 09） - 西新井駅（TS 13） - 草加駅（TS 16）
■普通
梅島駅（TS 12） - 西新井駅（TS 13） - 竹ノ塚駅（TS 14）
 大師線
西新井駅（TS 13） - 大師前駅（TS 51）